# Сјенка
Сјенка (екав. сенка) предмета или бића је област на некој површини до које свјетлост из неког извора не може да прође од тог предмета односно бића, те се манифестује тамнијом бојом од остатка те области која је слободно обасјана. На тај начин сјенка је увијек истог облика као предмет који блокира свјетлост, али као обрнута пројекција, осим у случају да је обасјана област неравна.
Што је угао између извора свјетлости и осјенчене површине ближа 90 степени, то је сјенка све мања и ближа стварној величини блокирајућег предмета. Што се угао удаљава од наведених 90 степени, то је сјенка све већа. Сјенка се повећава и смањењем удаљености између извора свјетлости и блокирајућег предмета. Ако је осјенчена област неравна, долази до искривљења пројекције блокирајућег објекта, тј. сјенка мање личи на обасјани предмет.